# Вёрстка в разрез текста
Вёрстка в разрез — способ размещения на полосе иллюстраций, таблиц, заголовков и других элементов издания, при котором текст обрывается над элементом и/или продолжается после него. Вёрстка в разрез может быть открытой или закрытой. Вёрстка в разрез как с технической, так и оформительской точки зрения гораздо проще, чем вёрстка в оборку.

## Требования
Если элемент издания верстается в разрез внутри абзаца, перед разрезом и после него должно быть не менее одной строки этого абзаца. Между краем страницы и разрезом должно быть либо не менее 3-х строк текста (для таблиц — не менее 4-х), либо ни одной (то есть используется открытая вёрстка). При размещении иллюстраций в разрез желательно, чтобы ширина иллюстрации была либо равной, либо незначительно меньшей, чем ширина полосы.